# GSC7714-1795
GSC7714-1795 — хімічно пекулярна зоря спектрального класу Sr, що має видиму зоряну величину в смузі V приблизно 10,2.

## Пекулярний хімічний склад
Зоряна атмосфера GSC7714-1795 має підвищений вміст 
Eu
.